# Al-Farazdak
Al-Farazdak (arab. الفرزدق) – miejscowość w Syrii, w muhafazie Aleppo. W 2004 roku liczyła 3981 mieszkańców.